# گل‌چول (ورزقان)
گل‌چول یکی از روستاهای استان آذربایجان شرقی است که در دهستان جوشین بخش خاروانا شهرستان ورزقان واقع شده‌است.